# Tom Schoonooghe
Tom Schoonooghe (Mortsel, 8 augustus 1973) is een Belgische illustrator van kinderboeken.

## Leven
Schoonooghe studeerde aan Sint Lucas (KDG) in Antwerpen. Na les gekregen te hebben van onder anderen Tom Schamp en Eddy Vermeulen ontstond zijn voorkeur voor illustratiewerk.

## Werk
Na zijn studies was hij een van de laureaten van de illustratiewedstrijd Vlaamse Reuzen, een verhaal van boegbeeld en monument Gregie De Maeyer.
Van 2001 tot 2005 werkte hij mee aan een tekenrubriek op Ketnet, genaamd Kniebel, met twee tekenboeken als resultaat. In dit programma vertelde Schoonooghe hoe je iets tekende, stap voor stap.
In 2004 richtte Schoonooghe samen met Britt Van Marsenille en Antoon Offeciers theatergroep de EiBakkerij op. Samen brengen ze verhalen voor kinderen, met stem, beeld en muziek. Ze maken onder meer de voorstellingen Prinses zkt. Ridder en Appartemensen, die ook in boekvorm zijn verschenen.
Schoonooghe heeft veel kinderboeken op zijn naam staan. In 2012 verscheen van zijn hand bijvoorbeeld het prentenboek Mijn stad, waarin hij verhalen en wetenswaardigheden over vijf hoofdsteden noteerde. In Brooddoos verkent hij de wereld van de kookkunst, in samenwerking met food-fotograaf Tony Leduc. Met Dimitri Leue maakte hij De Cowboyter, Feestpark, Brooddoos en Appartemensen en Pasoppen!. Met Stefan Boonen stelde hij vijf leesboeken voor kinderen vanaf acht jaar samen en met Brenda Froyen maakte hij in 2019 het boek Pssst!, een boek voor kinderen vanaf tien jaar over alles wat met kinderpsychologie te maken heeft.
In 2020 nam Schoonooghe samen met Sien Wynants de rol op van peter en meter voor de Jeugdboekenmaand, met als thema 'Wat is kunst?'.

## Bekroningen
- 2001: Boekenpluim voor Houd de dief!
- 2011: Best vormgegeven boek (boek.be)